# Olympische Sommerspiele 2016/Teilnehmer (Ghana)
| Gelbes Symbol für Goldmedaillen mit stilisierten Olympischen Ringen | Graues Symbol für Silbermedaillen mit stilisierten Olympischen Ringen | Braundes Symbol für Bronzemedaillen mit stilisierten Olympischen Ringen |
| ------------------------------------------------------------------- | --------------------------------------------------------------------- | ----------------------------------------------------------------------- |
| —                                                                   | —                                                                     | —                                                                       |

Ghana nahm an den Olympischen Spielen 2016 in Rio de Janeiro teil. Es war die insgesamt dreizehnte Teilnahme an Olympischen Sommerspielen. Das Ghana Olympic Committee nominierte 14 Athleten in fünf Sportarten.

## Teilnehmer nach Sportarten

### Boxen
| Athleten   | Wettbewerb              | 1. Runde       | 1. Runde | Achtelfinale  | Achtelfinale  | Viertelfinale | Viertelfinale | Halbfinale    | Halbfinale    | Finale        | Finale        | Rang          |
| Athleten   | Wettbewerb              | Gegner         | Ergebnis | Gegner        | Ergebnis      | Gegner        | Ergebnis      | Gegner        | Ergebnis      | Gegner        | Ergebnis      | Rang          |
| ---------- | ----------------------- | -------------- | -------- | ------------- | ------------- | ------------- | ------------- | ------------- | ------------- | ------------- | ------------- | ------------- |
| Männer     |                         |                |          |               |               |               |               |               |               |               |               |               |
| Abdul Omar | Bantamgewicht bis 56 kg | Alberto Melián | 0:3      | ausgeschieden | ausgeschieden | ausgeschieden | ausgeschieden | ausgeschieden | ausgeschieden | ausgeschieden | ausgeschieden | ausgeschieden |

### Gewichtheben
| Athleten        | Wettbewerb       | Reißen  | Reißen | Stoßen  | Stoßen | Zweikampf | Zweikampf | Rang |
| Athleten        | Wettbewerb       | Gewicht | Rang   | Gewicht | Rang   | Gewicht   | Rang      | Rang |
| --------------- | ---------------- | ------- | ------ | ------- | ------ | --------- | --------- | ---- |
| Männer          |                  |         |        |         |        |           |           |      |
| Christian Amoah | Klasse bis 85 kg | 130 kg  | 18     | 153 kg  | 21     | 283 kg    | 21        | 21   |

### Judo
| Athleten        | Wettbewerb | 1. Runde | 1. Runde    | 2. Runde      | 2. Runde      | Viertelfinale | Viertelfinale | Halbfinale / Trostrunde | Halbfinale / Trostrunde | Finale / Platz 3 | Finale / Platz 3 | Rang          |
| Athleten        | Wettbewerb | Gegner   | Ergebnis    | Gegner        | Ergebnis      | Gegner        | Ergebnis      | Gegner                  | Ergebnis                | Gegner           | Ergebnis         | Rang          |
| --------------- | ---------- | -------- | ----------- | ------------- | ------------- | ------------- | ------------- | ----------------------- | ----------------------- | ---------------- | ---------------- | ------------- |
| Frauen          |            |          |             |               |               |               |               |                         |                         |                  |                  |               |
| Szandra Szogedi | bis 63 kg  | M. Silva | 000s0:100s0 | ausgeschieden | ausgeschieden | ausgeschieden | ausgeschieden | ausgeschieden           | ausgeschieden           | ausgeschieden    | ausgeschieden    | ausgeschieden |

### Leichtathletik
Laufen und Gehen
| Athleten                                                             | Wettbewerb        | Vorlauf     | Vorlauf | Halbfinale    | Halbfinale    | Finale        | Finale        | Rang |
| Athleten                                                             | Wettbewerb        | Zeit        | Rang    | Zeit          | Rang          | Zeit          | Rang          | Rang |
| -------------------------------------------------------------------- | ----------------- | ----------- | ------- | ------------- | ------------- | ------------- | ------------- | ---- |
| Frauen                                                               |                   |             |         |               |               |               |               |      |
| Flings Owusu-Agyapong                                                | 100 m             | 11,43 s     | 28      | ausgeschieden | ausgeschieden | ausgeschieden | ausgeschieden | 28   |
| Janet Amponsah                                                       | 200 m             | 23,67 s     | 60      | ausgeschieden | ausgeschieden | ausgeschieden | ausgeschieden | 60   |
| Gemma Acheampong Flings Owusu-Agyapong Beatrice Gyaman Dorcas Gyimah | 4 × 100-m-Staffel | 43,37 s     | 13      | –             | –             | ausgeschieden | ausgeschieden | 13   |
| Männer                                                               |                   |             |         |               |               |               |               |      |
| Sean Safo-Antwi                                                      | 100 m             | 10,43 s     | 57      | ausgeschieden | ausgeschieden | ausgeschieden | ausgeschieden | 57   |
| Emmanuel Dasor                                                       | 200 m             | 20,65 s     | 49      | ausgeschieden | ausgeschieden | ausgeschieden | ausgeschieden | 49   |
| Alex Amankwah                                                        | 800 m             | 1:50,33 min | 47      | ausgeschieden | ausgeschieden | ausgeschieden | ausgeschieden | 47   |

 Springen und Werfen 
| Athleten     | Wettbewerb | Qualifikation | Qualifikation | Finale        | Finale        | Rang |
| Athleten     | Wettbewerb | Weite/Höhe    | Rang          | Weite/Höhe    | Rang          | Rang |
| ------------ | ---------- | ------------- | ------------- | ------------- | ------------- | ---- |
| Männer       |            |               |               |               |               |      |
| John Ampomah | Speerwurf  | 80,39 m       | 19            | ausgeschieden | ausgeschieden | 19   |

### Schwimmen
| Athleten             | Wettbewerb     | Vorlauf     | Vorlauf | Halbfinale    | Halbfinale    | Finale        | Finale        | Rang |
| Athleten             | Wettbewerb     | Zeit        | Rang    | Zeit          | Rang          | Zeit          | Rang          | Rang |
| -------------------- | -------------- | ----------- | ------- | ------------- | ------------- | ------------- | ------------- | ---- |
| Frauen               |                |             |         |               |               |               |               |      |
| Kaya Adwoa Forson    | 200 m Freistil | 2:16,02 min | 42      | ausgeschieden | ausgeschieden | ausgeschieden | ausgeschieden | 42   |
| Männer               |                |             |         |               |               |               |               |      |
| Abeku Gyekye Jackson | 50 m Freistil  | 24,30 s     | 55      | ausgeschieden | ausgeschieden | ausgeschieden | ausgeschieden | 55   |